# Namida no nai sekai
 (mai 2018).
Singles de AAA
NEW
(2016) MAGIC
(2017)
Namida no nai sekai est le 52e single du groupe AAA sorti sous le label Avex Trax le 5 octobre 2016 au Japon. Il arrive 5e à l'Oricon. Namida no nai sekai se trouve sur l'album Way Of Glory.

## Liste des titres
| 1. | Namida no nai sekai                |  |
| 2. | Yell                               |  |
| 3. | Jewel                              |  |
| 4. | Namida no nai Sekai (Instrumental) |  |
| 5. | Yell(Instrumental)                 |  |
| 6. | Jewel (Instrumental)               |  |

| 1. | Namida no nai sekai (Music Clip)        |  |
| 2. | Namida no nai sekai (Music Clip Making) |  |
| 3. | Jewel (Music Clip)                      |  |